# HD 52265
HD 52265 ist ein etwas über 90 Lichtjahre von der Erde entfernter Stern der Spektralklasse G0 mit einer scheinbaren Helligkeit von 6,3 mag. Im Jahre 2000 entdeckte Paul Butler einen extrasolaren Planeten, der diesen Stern umkreist. Dieser trägt die Bezeichnung HD 52265 b.